# Japanagromyza bennetti
Japanagromyza bennetti är en tvåvingeart som beskrevs av Spencer 1973. Japanagromyza bennetti ingår i släktet Japanagromyza och familjen minerarflugor. Inga underarter finns listade i Catalogue of Life.